# Hutki-Kanki
Hutki-Kanki – wieś w Polsce położona w województwie śląskim, w powiecie zawierciańskim, w gminie Łazy.
W latach 1975–1998 miejscowość administracyjnie należała do województwa katowickiego. Przez miejscowość przechodzi czerwony szlak turystyczny "Szlak Szwajcarii Zagłębiowskiej".
W 1888 w Hutkach-Kankach urodził się Józef Gołąb, chorąży II Brygady Legionów Polskich, rzeźbiarz (poległ 20 czerwca 1916 w Bitwie pod Gruziatynem).